# Baicalellia brevituba
Baicalellia brevituba är en plattmaskart som först beskrevs av Luther 1921.  Baicalellia brevituba ingår i släktet Baicalellia, och familjen Provorticidae. Arten är reproducerande i Sverige.